# Eva Bamberg
Eva Bamberg (* 6. Mai 1951 in Stuttgart) ist eine deutsche Psychologin.

## Leben
Nach dem Psychologiestudium (1972–1978) an der FU Berlin, der Promotion 1985 zum Dr. phil. an der TU Berlin und der Habilitation 1992 an der Universität Osnabrück war sie von 1994 bis 1995 Professorin für Arbeits- und Organisationspsychologie, deutsch-dänischer Studiengang Betriebliche Bildung und Management, Universität Flensburg und von 1995 bis 1997 Professorin für Angewandte Psychologie an der Universität Innsbruck. Von 1997 bis 2017 lehrte sie als Professorin (C4) für Arbeits-, Betriebs- und Organisationspsychologie an der Universität Hamburg.

## Schriften (Auswahl)
- Arbeit und Freizeit. Eine empirische Untersuchung zum Zusammenhang zwischen Streß am Arbeitsplatz, Freizeit und Familie. Weinheim 1986, ISBN 3-407-58288-9.
- Das Beratungsgespräch im Betrieb. Köln 1992.
- Wenn ich ein Junge wär' .... Alltagstheorien über geschlechtstypische berufliche Orientierungen im historischen Vergleich. Göttingen 1996, ISBN 3-8017-0936-1.
- mit Christine Busch und Antje Ducki: Stress- und Ressourcenmanagement. Strategien und Methoden für die neue Arbeitswelt. Göttingen 2003, ISBN 3-456-83969-3.